# Plavnica
Plavnica este o comună slovacă, aflată în districtul Stará Ľubovňa din regiunea Prešov. Localitatea se află la altitudinea de 515 m deasupra n.m., se întinde pe o suprafață de 19,61 km2 și în 2017 număra 1.651 de locuitori.

## Istoric
Localitatea Plavnica este atestată documentar din 1325.

## Demografie
| An:                | 1994 | 2004   | 2014   | 2024   |
| ------------------ | ---- | ------ | ------ | ------ |
| Număr de persoane: | 1491 | 1544   | 1631   | 1663   |
| Diferență:         |      | +3,55% | +5,63% | +1,96% |

| An:                | 2023 | 2024   |
| ------------------ | ---- | ------ |
| Număr de persoane: | 1643 | 1663   |
| Diferență:         |      | +1,21% |